# Сисса (брахман)
Сисса (Сасса, Сесса) — мифический индийский брахман и мудрец в V - VI н.э., которому приписывается изобретение шахмат (чатуранги) и задача о зёрнах на шахматной доске.
Под именем Сесса бен (ибн) Дахир упоминается в ряде сочинений на арабском, персидском, тюркском языках, где изложены легенды о происхождении шахмат: впервые в трактате Адли, также у аль-Якуби, аль-Бируни, аль-Ха́зини и в более поздних трудах.